# Norwegische Meisterschaften im Biathlon 2019
Die Norwegischen Meisterschaften im Biathlon 2019 fanden zwischen dem 29. und dem 31. März 2019 in Ål im Liatoppen Skisenter statt.

## Männer

### Einzel (20 km)
| Platz | Starter                    | Zeit     | Schießfehler |
| ----- | -------------------------- | -------- | ------------ |
| 1     | Sindre Pettersen           | 51:39:00 | 1+1+0+0      |
| 2     | Tarjei Bø                  | +0:31    | 0+1+0+1      |
| 3     | Erlend Øvereng Bjøntegaard | +1:17    | 0+2+0+1      |
| 4     | Johannes Thingnes Bø       | +1:54    | 3+0+1+0      |
| 5     | Lars Helge Birkeland       | +2:09    | 1+0+1+2      |
| 6     | Sverre Dahlen Aspenes      | +2:47    | 0+1+1+0      |
| 7     | Lars Gunnar Skjevdal       | +2:55    | 0+1+0+0      |
| 8     | Petter Austberg Bjørn      | +3:06    | 0+1+0+1      |
| 9     | Henrik Labée-Lund          | +3:24    | 1+2+1+0      |
| 10    | Vebjørn Sørum              | +3:51    | 0+1+0+1      |

Start: 29. März 2019

### Verfolgung (12,5 km)
| Platz | Starter                    | Zeit  | Schießfehler |
| ----- | -------------------------- | ----- | ------------ |
| 1     | Tarjei Bø                  | 32:19 | 0+0+1+1      |
| 2     | Lars Helge Birkeland       | +0:18 | 1+0+1+0      |
| 3     | Johannes Thingnes Bø       | +1:09 | 2+2+2+0      |
| 4     | Erlend Øvereng Bjøntegaard | +1:09 | 1+1+1+3      |
| 5     | Sindre Pettersen           | +1:14 | 2+1+2+2      |
| 6     | Henrik Labée-Lund          | +1:14 | 0+1+1+2      |
| 7     | Andreas Dahlø Wærnes       | +2:21 | 0+1+0+2      |
| 8     | Sindre Fjellheim Jorde     | +2:31 | 1+1+1+1      |
| 9     | Aleksander Fjeld Andersen  | +2:31 | 0+0+2+2      |
| 10    | Herman Dramdal Borge       | +2:38 | 0+1+1+1      |

Start: 30. März 2019

### Staffel (4 × 7,5 km)
| Platz | Starter                                                                                      | Region             | Zeit      |
| ----- | -------------------------------------------------------------------------------------------- | ------------------ | --------- |
| 1     | Ole Martin Erdal Håvard Gutubø Bogetveit Tarjei Bø Johannes Thingnes Bø                      | Sogn Og Fjordane 1 | 1:13:25,5 |
| 2     | Harald Øygard Emil Nyeng Vebjørn Sørum Sivert Guttorm Bakken                                 | Oppland 1          | +0:16,5   |
| 3     | Sturla Holm Lægreid Jørgen Brendengen Krogsæter Truls Fjellheim Jorde Endre Strømsheim       | Oslo Og Akershus 2 | +3:08,2   |
| 4     | Sindre Fjellheim Jorde Johannes Dale Henrik Labée-Lund Sindre Pettersen                      | Oslo Og Akershus 1 | +3:55,6   |
| 5     | Aleksander Fjeld Andersen Herman Dramdal Borge Brage Reier Groven Erlend Øvereng Bjøntegaard | Buskerud 1         | +4:00,5   |
| 6     | Lars Aasheim Svaland Espen Uldal Håkon Svaland Eirik Nome                                    | Agder 1            | +4:09,3   |
| 7     | Anders Brekke Nilsen Anders Brun Hennum Vetle Rype Paulsen Mats Øverby                       | Buskerud 3         | +4:36,5   |
| 8     | Karsten Storvik Martinussen Øyvind Rikheim Haugan Øyvind Aalling Lio Fredrik Arne Grusd      | Oslo Og Akershus 3 | +4:58,6   |
| 9     | Tore Leren Lars Gunnar Skjevdal Øystein Ulekleiv Petter Austberg Bjørn                       | Nord-Østerdal 1    | +5:11,2   |
| 10    | Eirik Silsand Gerhardsen Alexander Os Trym Silsand Gerhardsen Morten Hol                     | Troms 1            | +5:30,7   |

Start: 31. März 2019

## Frauen

### Einzel (15 km)
| Platz | Starter                       | Zeit    | Schießfehler |
| ----- | ----------------------------- | ------- | ------------ |
| 1     | Hilde Fenne                   | 51:07,8 | 1+3+2+0      |
| 2     | Tonje Marie Skjelstadås       | +0:37,2 | 0+2+1+2      |
| 3     | Juni Arnekleiv                | +2:21,1 | 0+1+1+3      |
| 4     | Karoline Offigstad Knotten    | +2:30,9 | 2+2+0+2      |
| 5     | Vilde Aurora Gusevik Skotland | +2:36,8 | 0+3+1+1      |
| 6     | Thekla Brun-Lie               | +3:05,0 | 1+2+1+2      |
| 7     | Ida Emilie Herfoss            | +3:23,8 | 0+3+0+3      |
| 8     | Frida Tormodsgard Dokken      | 4:07,6  | 0+1+1+2      |
| 9     | Ukaleq Astri Slettemark       | +5:12,8 | 1+4+1+2      |
| 10    | Malin Auganæs Bergtun         | +5:18,7 | 1+3+1+2      |

Start: 29. März 2019
Während des Einzelrennens herrschte wechselhafter und zum Teil starker, böiger Wind. Viele der Starterinnen trafen weniger als die Hälfte aller Scheiben, die drei Teilnehmerinnen der WM 2019 – Ingrid Landmark Tandrevold, Tiril Eckhoff und Marte Olsbu Røiseland – die beim Einzelrennen der Norwegischen Meisterschaften am Start waren, verfehlten alle eine Top-10-Platzierung.

### Verfolgung (10 km)
| Platz | Starter                       | Zeit    | Schießfehler |
| ----- | ----------------------------- | ------- | ------------ |
| 1     | Thekla Brun-Lie               | 29:55,1 | 0+0+1+1      |
| 2     | Karoline Offigstad Knotten    | +0:08,5 | 0+0+0+2      |
| 3     | Tiril Eckhoff                 | +1:02,5 | 1+1+1+0      |
| 4     | Ingrid Landmark Tandrevold    | +1:24,3 | 0+0+2+1      |
| 5     | Vilde Aurora Gusevik Skotland | +2:45,1 | 1+0+1+0      |
| 6     | Malin Auganæs Bergtun         | +2:57,2 | 1+1+1+0      |
| 7     | Ukaleq Astri Slettemark       | +3:19,5 | 1+1+0+0      |
| 8     | Hilde Fenne                   | +3:33,2 | 2+2+2+3      |
| 9     | Kristina Skjevdal             | +3:47,1 | 1+1+2+0      |
| 10    | Tonje Marie Skjelstadås       | +4:02,7 | 2+3+1+2      |

Start: 30. März 2019

### Staffel (3 × 6 km)
| Platz | Starter                                                                   | Region             | Zeit  |
| ----- | ------------------------------------------------------------------------- | ------------------ | ----- |
| 1     | Thekla Brun-Lie Ingrid Landmark Tandrevold Tiril Eckhoff                  | Oslo Og Akershus 1 | 50:46 |
| 2     | Kristin Våga Fløttum Marte Lien Johnsen Jenny Enodd                       | Sør-Trøndelag 1    | +1:45 |
| 3     | Mari Sverdrup Eline Grue Kristina Skjevdal                                | Nord-Østerdal 1    | +2:44 |
| 4     | Mari Wetterhus Åsne Skrede Ida Lien                                       | Buskerud 1         | +3:05 |
| 5     | Marit Øygard Ine Skjellum Hilde Eide                                      | Oppland 2          | +3:09 |
| 6     | Hilde Fenne Malin Auganæs Bergtun Hilde Fosse                             | Hordaland 1        | +3:18 |
| 7     | Ragnhild Femsteinevik Åsne Ulvund Une Christiane Tronerud Kvelvane        | Hordaland 2        | +3:24 |
| 8     | Randi Sollid Nordvang Guri Sandvold Juni Arnekleiv                        | Nord-Østerdal 2    | +3:55 |
| 9     | Kjersti Kvistad Dengerud Tonje Marie Skjelstadås Lotte Lie                | Nord-Trøndelag 1   | +3:58 |
| 10    | Gunhild Viljugrein Stølen Kirsten Daae Wiig Vilde Aurora Gusevik Skotland | Oslo Og Akershus 2 | +3:59 |

Start: 31. März 2019